# Преображенское (Днепропетровская область)
Преображенское (укр. Преображенське) — село,
Великоалександровский сельский совет,
Васильковский район,
Днепропетровская область,
Украина.
Код КОАТУУ — 1220782205. Население по переписи 2001 года составляло 96 человек.

## Географическое положение
Село Преображенское находится на правом берегу реки Волчья,
выше по течению на расстоянии в 7 км расположен пгт Васильковка,
ниже по течению на расстоянии в 3 км расположено село Первомайское.
Рядом проходит автомобильная дорога Т-0408.